# 5회 진로배 세계바둑최강전
3회 진로배 세계바둑최강전은 대한민국, 중국, 일본의 한국 우승하여 5연패를 달성했다. 한국 대표인 서봉수 九단이 9연승을 기록하여 달성하며, 5회를 끝으로 중지되었다. 

## 대회 일정
| 구분             | 일정                                | 장소                 |
| ---------------- | ----------------------------------- | -------------------- |
| 개막식           | 1996년 12월 9일                     | 서울 힐튼호텔 국화룸 |
| 1차전            | 1996년 12월 10일 ~ 1996년 12월 16일 | 서울 힐튼호텔 국화룸 |
| 2차전            | 1997년 1월 27일 ~ 1997년 1월 31일   | 서울 힐튼호텔 국화룸 |
| 3차전            | 1997년 2월 23일 ~ 1997년 2월 27일   | 중국 베이징 쿤룬호텔 |
| 시상식 및 폐막식 | 1997년 2월 27일                     | 중국 베이징 쿤룬호텔 |

## 출전 기사 명단
- 일본: 아와지 슈조 九단, 히코사카 나오토 九단, 야마다 기미오 七단, 왕리청 九단, 요다 노리모토 九단
- 대한민국: 김영환 四단, 서봉수 九단, 유창혁 九단, 이창호 九단, 조훈현 九단
- 중국: 위빈 九단, 창하오 七단, 천린신 九단, 차오다위안 九단, 마샤오춘 九단

## 대국 결과
| 대국       | 연도   | 대국일자  | 차전  | 대국장소             | 승자                   | 패자                            | 결과             | 기보                             | 비고                               |
| ---------- | ------ | --------- | ----- | -------------------- | ---------------------- | ------------------------------- | ---------------- | -------------------------------- | ---------------------------------- |
| 1          | 1996년 | 12월 10일 | 1차전 | 서울 힐튼호텔        | 위빈 九단 (중국 5장)   | 김영환 四단 (한국 5장)          | 274수 흑 3집반승 |                                  |                                    |
| 2          | 1996년 | 12월 11일 | 1차전 | 서울 힐튼호텔        | 위빈 九단 (중국 5장)   | 아와지 슈조 九단 (일본 5장)     | 246수 흑 3집반승 |                                  | 위빈 九단 2연승                    |
| 3          | 1996년 | 12월 12일 | 1차전 | 서울 힐튼호텔        | 서봉수 九단 (한국 4장) | 위빈 九단 (중국 5장)            | 210수 백 불계승  |                                  |                                    |
| 4          | 1996년 | 12월 14일 | 1차전 | 서울 힐튼호텔        | 서봉수 九단 (한국 4장) | 히코사카 나오토 九단 (일본 4장) | 240수 백 반집승  |                                  |                                    |
| 5          | 1996년 | 12월 15일 | 1차전 | 서울 힐튼호텔        | 서봉수 九단 (한국 4장) | 창하오 七단 (중국 4장)          | 339수 흑 반집승  |                                  |                                    |
| 6          | 1996년 | 12월 16일 | 1차전 | 서울 힐튼호텔        | 서봉수 九단 (한국 4장) | 야마다 기미오 七단 (일본 3장)   | 251수 백 3집반승 |                                  |                                    |
| 7          | 1997년 | 1월 27일  | 2차전 | 서울 힐튼호텔        | 서봉수 九단 (한국 4장) | 천린신 九단 (중국 3장)          | 251수 흑 불계승  |                                  |                                    |
| 8          | 1997년 | 1월 28일  | 2차전 | 서울 힐튼호텔        | 서봉수 九단 (한국 4장) | 왕리청 九단 (일본 2장)          | 193수 흑 불계승  |                                  |                                    |
| 9          | 1997년 | 1월 30일  | 2차전 | 서울 힐튼호텔        | 서봉수 九단 (한국 4장) | 차오다위안 九단 (중국 2장)      | 294수 백 3집반승 |                                  |                                    |
| 10         | 1997년 | 1월 31일  | 2차전 | 서울 힐튼호텔        | 서봉수 九단 (한국 4장) | 요다 노리모토 九단 (일본 주장)  | 274수 흑 반집승  |                                  | 일본 전원 탈락                     |
| 11(최종국) | 1997년 | 2월 23일  | 3차전 | 중국 베이징 쿤룬호텔 | 서봉수 九단 (한국 4장) | 마샤오춘 九단 (중국 주장)       | 225수 흑 불계승  | [ 깨진 링크 ( 과거 내용 찾기 ) ] | 서봉수 九단 9연승 한국 우승 5연패! |
| 12         | 1997년 | 2월 23일  | 3차전 | 중국 베이징 쿤룬호텔 |                        |                                 |                  |                                  |                                    |
| 13         | 1997년 | 2월 26일  | 3차전 | 중국 베이징 쿤룬호텔 |                        |                                 |                  |                                  |                                    |
| 14         | 1997년 | 2월 27일  | 3차전 | 중국 베이징 쿤룬호텔 |                        |                                 |                  |                                  |                                    |

결과: 대한민국 우승 (9승 1패, 유창혁 九단(한국 3장), 이창호 九단(한국 2장), 조훈현 九단(한국 주장)은 출전하지 않음), 중국 준우승 (2승 5패), 일본 3위 (0승 5패, 이 중에서 일본팀은 단 1승을 승리하지 않았음)
1. ↑  공배 메운수까지 318수
2. ↑  공배 메운수까지 303수